# Prigorica
Prigorica je gručasto naselje v Občini Ribnica. Leži v južnem delu Ribniškega polja, na levem bregu ponikalnice Ribnice, ob glavni cesti Škofljica–Kočevje. K njej spadata tudi del Gabrja onkraj potoka in kmetija z žago v Zalužju, kjer je od leta 1986 vodni zadrževalnik.
Sredi vasi stoji v osnovi baročna cerkev svetega Petra, ki je bila pred kratkim temeljito obnovljena. Obnovljeno cerkev je v soboto 28. junija 2008 blagoslovil ljubljanski nadškof Alojz Uran.
Vas je bila nekdaj znana po lončarstvu, ta obrt se danes ohranja z izdelovanjem spominkov.

## Ljudje povezani s krajem
- Ignacij Merhar
- Karel Klun
- Tone Trdan
- Ivan Merhar